# Либеральная националистическая партия (Никарагуа)
Либеральная националистическая партия (исп. Partido Liberal Nacionalista, PLN) — политическая партия в Никарагуа, существовавшая с 1939 по 1979 год.

## История
Формирование партии началось в середине 1930-х годов вокруг шефа сформированной во время оккупации Никарагуа войсками США Национальной гвардии Анастасио Сомосы и ускорилось после того, как 9 июня 1936 года в результате военного переворота А. Сомоса пришёл к власти и занял должность президента страны.
Во второй половине 1930-х годов началось усиление влияния идей европейского фашизма (диктатор А. Сомоса являлся поклонником Гитлера, и только после того, как в декабре 1941 года США вступили во вторую мировую войну и объявили войну Германии — полностью переориентировался на США).
Окончательное организационное оформление партии произошло после раскола Либеральной партии в 1939 году.
На протяжении правления семейства Сомосы (с 1936 до 1979 года) являлась правящей партией Никарагуа.
21 сентября 1956 года на собрании руководства партии в клубе города Леон молодой поэт Ригоберто Лопес Перес совершил покушение на Анастасио Сомосу, который был смертельно ранен, доставлен в госпиталь США в зоне Панамского канала и умер после операции. Сразу же после покушения в стране ввели осадное положение, а после смерти диктатора конгресс проголосовал, чтобы президентом страны стал его сын Луис Сомоса Дебайле.
В 1965-1969 гг. представители партии занимали 12 из 16 мест в сенате и 28 из 42 мест в палате депутатов.
27 марта 1971 года было заключено соглашение между ЛНП и Консервативной партией Никарагуа, в соответствии с которым 31 августа 1971 года конгресс отменил конституцию 1950 года, а в сентябре 1971 года - объявил о самороспуске. В феврале 1972 года было избрано учредительное собрание для разработки новой конституции (60 мест в котором получила ЛНП, а 40 мест - КПН). В апреле 1974 года вступила в силу новая конституция, в соответствии с которой Анастасио Сомоса мог быть переизбран на второй срок (конституция 1950 года исключала такую возможность).
Выражала интересы семейства Сомоса, других крупных землевладельцев и наиболее тесно связанных с США представителей торговой буржуазии.
Официальным печатным изданием партии была ежедневная газета «Novedades», выходившая в Манагуа с 1937 года.
18 июля 1979 года диктатор А. Сомоса с группой сторонников и приближенных бежал из страны на самолёте «Boeing 727» принадлежавшей ему авиакомпании «LANICA», что дезориентировало и деморализовало оставшихся в стране представителей руководства партии.
После победы Сандинистской революции 19 июля 1979 года партия была запрещена и прекратила своё существование, часть руководства эмигрировала из страны и в дальнейшем участвовала в движении «контрас» либо оказывала им помощь.
1996 г. была вновь основана партия под этим именем. Является союзником сандинистов, о деятельности которого мало известно.